# Tembang Sunda

Le tembang Sunda est un genre de musique vocale indonésien accompagné par un ensemble instrumental consistant en deux kacapi (cithares) et une suling (flûte de bambou). Tembang, étymologiquement, veut dire "fleur". En pays Sunda, ce mot signifie également "chant" ou "poème". Le tembang est lié à la culture du Parahyangan ou Priangan, nom qui veut dire "la demeure des dieux" et désigne les hautes terres du pays sundanais constituant la partie sud-est de la province de Java occidental. Ces chants et poèmes expriment la beauté du Priangan, terre fertile entourée de volcans.
L'art du tembang est né au milieu du XIXe siècle dans le comté (kabupaten) de Cianjur. C'est pourquoi ce genre est également appelé cianjuran. À l'époque des Indes néerlandaises, l'île de Java était divisée en kabupaten (regentschap en néerlandais), dont l'administration était confiée à un bupati (regent) issu de la noblesse locale. Les cours des bupati étaient souvent des centres culturels où les arts florissaient.
La tradition veut que le comte R. A. Koesoemaningrat, plus connu sous le nom populaire de Dalem ("sa seigneurie") Pancaniti, préfet de Cianjur (1834-1863), ordonna à des poètes de composer de nouveaux chants à partir des pantun traditionnels sundanais. Les pantun sundanais racontent la gloire des royaumes disparus et les exploits de héros.
Le style "Tembang sunda" est un style de musique classique vocale qui provient de Sunda, région occidentale et montagneuse de l'île de Java (Indonésie). Contrairement au gamelan sunda, plus ancien - on en trouve des traces au Xe siècle - le style "tembang sunda" a donc été développé pendant la colonisation néerlandaise, au milieu du XIXe siècle. La partie vocale est basée sur des poèmes en vers libres. Elle est accompagnée par les deux cithares kacapi : lancé rincik, la plus aigüe, lancé indung, la plus grave. Interviennent aussi la flûte en bambou suling (également utilisée à Bali) et parfois la viole rèbab, qui accompagne également les autres gamelans javanais. Il existe à Sunda une forme plus "moderne" de poésie chantée, le panambih, basée sur des textes métriques. 
Le tembang est chanté le plus souvent en alternance par une voix féminine et une voix masculine.
Les parties instrumentales ornent la partie vocale et jouent aussi des intermèdes de musique pure entre les poèmes, de façon typique de ce genre musical. Les instruments et chanteurs utilisent deux échelles ou gammes différentes : laras pelog est porteuse d'une humeur légère ; laras sorog sont plus lents et graves. Ces musiques sont essentiellement nocturnes.

## Discographie
- Java-Ouest, Tembang Sunda, par Ida Widawati et l'ensemble L.S. Malati Ida (CD "INEDIT/Maison des Cultures du Monde")
- Tembang Sunda, chants classiques de Sunda, par Imas Permas et Asep Kosasi (CD "Nimbus Records")
- mais surtout Java - Pays Sunda - Musiques et chants classiques (CD "OCORA - Radio-France"), avec une notice explicative détaillée de Jacques Brunet